# Торната
Торната (итал. Tornata) — коммуна в Италии, располагается в регионе Ломбардия, в провинции Кремона.
Население составляет 520 человек (2008 г.), плотность населения составляет 52 чел./км². Занимает площадь 10 км². Почтовый индекс — 26030. Телефонный код — 0375.
Покровителями коммуны почитаются святой Антоний Великий, празднование 17 января, и святитель Амвросий Медиоланский.

## Демография
Динамика населения:

## Администрация коммуны
- Официальный сайт: